# Ansgar Knauff
Ansgar Knauff (Göttingen, 10 de janeiro de 2002) é um futebolista profissional alemão que atua como ponta-direita. Atualmente, joga no Eintracht Frankfurt.

## Carreira
Filho de um ganês e criado apenas pela mãe, Knauff jogou no SVG Göttingen, time de sua cidade natal, entre 2006 e 2015, antes de ingressar nas categorias de base do Hannover 96. Em 2016, se juntou ao time juvenil do Borussia Dortmund, sendo promovido ao time B em setembro de 2020, marcando 9 gols em 28 partidas em sua primeira temporada. Em novembro, assinou seu primeiro contrato profissional com o Dortmund (válido até 2023) e, 13 dias depois, estreou no time principal ao substituir Thorgan Hazard na vitória por 2 a 1 sobre o Zenit, pela Liga dos Campeões da UEFA.[carece de fontes?] A primeira partida de Knauff na Bundesliga foi em março de 2021, também como substituto, no empate por 2 a 2 com o Köln, tendo inclusive dando a assistência para o gol que igualou o placar. O primeiro gol do ponta-direita foi marcado na vitória por 3 a 2 sobre o Stuttgart, em abril do mesmo ano. Foi relacionado para os jogos contra Holstein Kiel e RB Leipzig, válidos respectivamente pela semifinal e final da Copa da Alemanha, mas não entrou em campo em ambos.
Em janeiro de 2022, Knauff foi emprestado ao Eintracht Frankfurt por 18 meses, marcando seu primeiro gol pelo novo clube em março, na vitória por 4 a 1 sobre o Hertha Berlim.
Fez parte do elenco campeão da Liga Europa da UEFA de 2021–22, sendo titular nos 7 jogos da fase eliminatória e marcando 2 gols, contra Barcelona (primeira partida das quartas-de-final) e West Ham United (primeiro jogo da semifinal). Seu desempenho rendeu o prêmio de Jogador Jovem da competição pela UEFA. Em junho de 2023, o Eintracht Frankfurt anunciou a compra em definitivo de Knauff por mais 5 anos.

## Títulos
Borussia Dortmund
- Copa da Alemanha: 2020–21

Eintracht Frankfurt
- UEFA Europa League: 2021–22

### Prêmios individuais
- Medalha Fritz Walter de Prata Sub-19: 2021[14]
- Jogador Jovem da Liga Europa da UEFA: 2021–22[12]